# Coreea de Nord și armele de distrugere în masă
Coreea de Nord are un program de arme nucleare militare și, eventual, și arme chimice sau biologice. Din 2003, Coreea de Nord nu mai este parte la Tratatul de Neproliferare a Armelor Nucleare. Țara a fost sancționată după efectuarea unui număr de teste nucleare, începând cu anul 2006.

## Istoric
Programul nuclear poate fi urmărit până în jurul anului 1962, când Coreea de Nord s-a angajat în ceea ce ea a numit "toată cetatea", care a fost începutul hiper-militarizat al Coreei de Nord de astăzi. În 1963, Coreea de Nord a cerut Uniunii Sovietice ajutorul pentru dezvoltarea armelor nucleare, dar a fost refuzată. Uniunea Sovietică a fost de acord să ajute Coreea de Nord să dezvolte un program pașnic de energie nucleară, inclusiv formarea unor oameni de știință. Mai târziu, China, după testele sale nucleare, a respins în mod similar cererile nord-coreene de ajutor cu privire la dezvoltarea armelor nucleare.
Inginerii sovietici au luat parte la construcția Centrului de Cercetare Științifică Nucleară Yongbyon și au început construcția unui reactor de cercetare IRT-2000 în 1963, care a devenit operațional în 1965 și a fost modernizat la 8 MW în 1974.  În 1979, Coreea de Nord a început din interior să construiască în Yongbyon un al doilea reactor de cercetare, o fabrică de prelucrare a minereului și o fabrică de fabricare a tijei de combustibil.
Programul de arme nucleare din Coreea de Nord datează din anii 1980. Concentrându-se pe utilizarea practică a energiei nucleare și finalizarea unui sistem de dezvoltare a armelor nucleare, Coreea de Nord a început să exploateze instalațiile de fabricare și conversie a uraniului și a efectuat teste de detonare cu explozivitate ridicată. În 1985, Coreea de Nord a ratificat TNP, dar nu a încheiat cu AIEA acordul privind garanțiile necesare până în 1992. La începutul anului 1993, în timp ce verifică declarația inițială a Coreei de Nord, AIEA a concluzionat că există dovezi clare că această declarație a fost incompletă. Atunci când Coreea de Nord a refuzat inspecția specială solicitată, AIEA și-a raportat neconformitatea cu Consiliul de Securitate al ONU. În 1993, Coreea de Nord și-a anunțat retragerea din TNP, însă a suspendat această retragere înainte de a intra în vigoare.
În 2003, Coreea de Nord și-a anunțat din nou retragerea din Tratatul de Neproliferare Nucleară. În 2005, a recunoscut că are arme nucleare, dar a promis să închidă programul nuclear.
La 9 octombrie 2006, Coreea de Nord a anunțat că a efectuat cu succes primul test nuclear. A fost detectată o explozie nucleară subterană, randamentul acesteia a fost estimat la mai puțin de o kilotonă, iar unele puteri radioactive au fost detectate. La 6 ianuarie 2007, guvernul nord-coreean a mai confirmat că are arme nucleare.
La 17 martie 2007, Coreea de Nord a declarat delegaților la discuțiile nucleare internaționale ca se pregătește sa închidă principala sa instalație nucleară. Acordul a fost atins după o serie de discuții în șase părți, care au implicat Coreea de Nord, Coreea de Sud, China, Rusia, Japonia și Statele Unite în 2003. Conform acordului, va fi prezentată o listă a programelor sale nucleare și instalația nucleară ar fi dezactivată în schimbul discuțiilor privind ajutoarele de combustibil și normalizarea cu Statele Unite și Japonia. Acest lucru a fost amânat din aprilie, din cauza unei dispute cu Statele Unite asupra Banco Delta Asia, însă la 14 iulie inspectorii Agenției Internaționale pentru Energie Atomică au confirmat închiderea reactorului nuclear Yongbyon din Coreea de Nord și, prin urmare, Coreea de Nord a început să primească ajutor. Acest acord sa desființat în 2009, ca urmare a unui test de rachetă nord-coreean.
În aprilie 2009, rapoartele au arătat că Coreea de Nord a devenit o "putere nucleară deplină", o opinie împărtășită de directorul general al Agenției Internaționale pentru Energie Atomică, Mohamed El Baradei. La 25 mai 2009, Coreea de Nord a efectuat un al doilea test nuclear, rezultând o explozie estimată între 2 și 7 kilotone. Testul din 2009, precum testul din 2006, se crede că a avut loc la Mantapsan, județul Kilju, în nord-estul Coreei de Nord.
În februarie 2012, Coreea de Nord a anunțat că va suspenda îmbogățirea uraniului la Centrul de Cercetare Științifică Nucleară din Yongbyon și nu va efectua teste suplimentare privind armele nucleare, în timp ce negocierile productive cu implicarea Statelor Unite vor continua. Acest acord a inclus un moratoriu asupra testelor de rachete cu rază lungă de acțiune. În plus, Coreea de Nord a fost de acord să permită inspectorilor AIEA să monitorizeze operațiunile de la Yongbyon.